# Rae kommun
Rae kommun (estniska: Rae vald) är en kommun i landskapet Harjumaa i norra Estland, direkt sydöst om huvudstaden Tallinn.

## Geografi

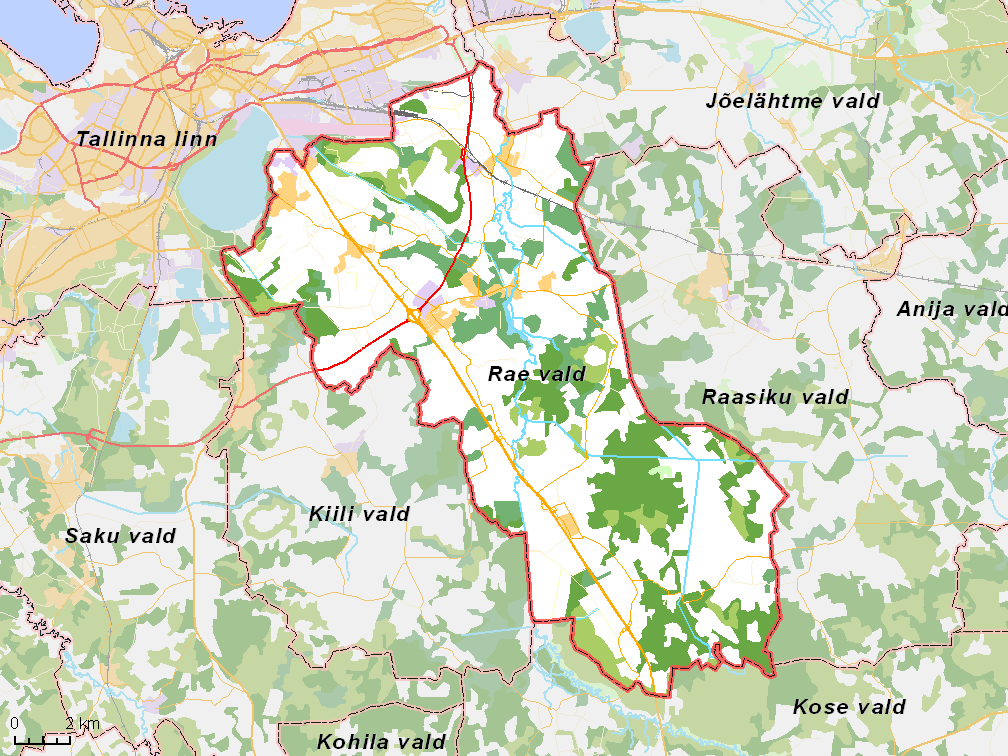
Översiktlig karta över kommunen.

## Orter
I Rae kommun finns fem småköpingar och 27 byar.

### Småköpingar
- Jüri
- Vaida
- Assaku
- Lagedi
- Peetri

### Byar
- Aaviku
- Aruvalla
- Järveküla
- Kadaka
- Karla
- Kautjala
- Kopli
- Kurna
- Lehmja
- Limu
- Pajupea
- Patika
- Pildiküla
- Rae
- Salu
- Seli
- Soodevahe
- Suuresta
- Suursoo
- Tuulevälja
- Urvaste
- Uuesalu
- Vaidasoo
- Vaskjala
- Veneküla
- Veskitaguse
- Ülejõe

## Kommunikationer

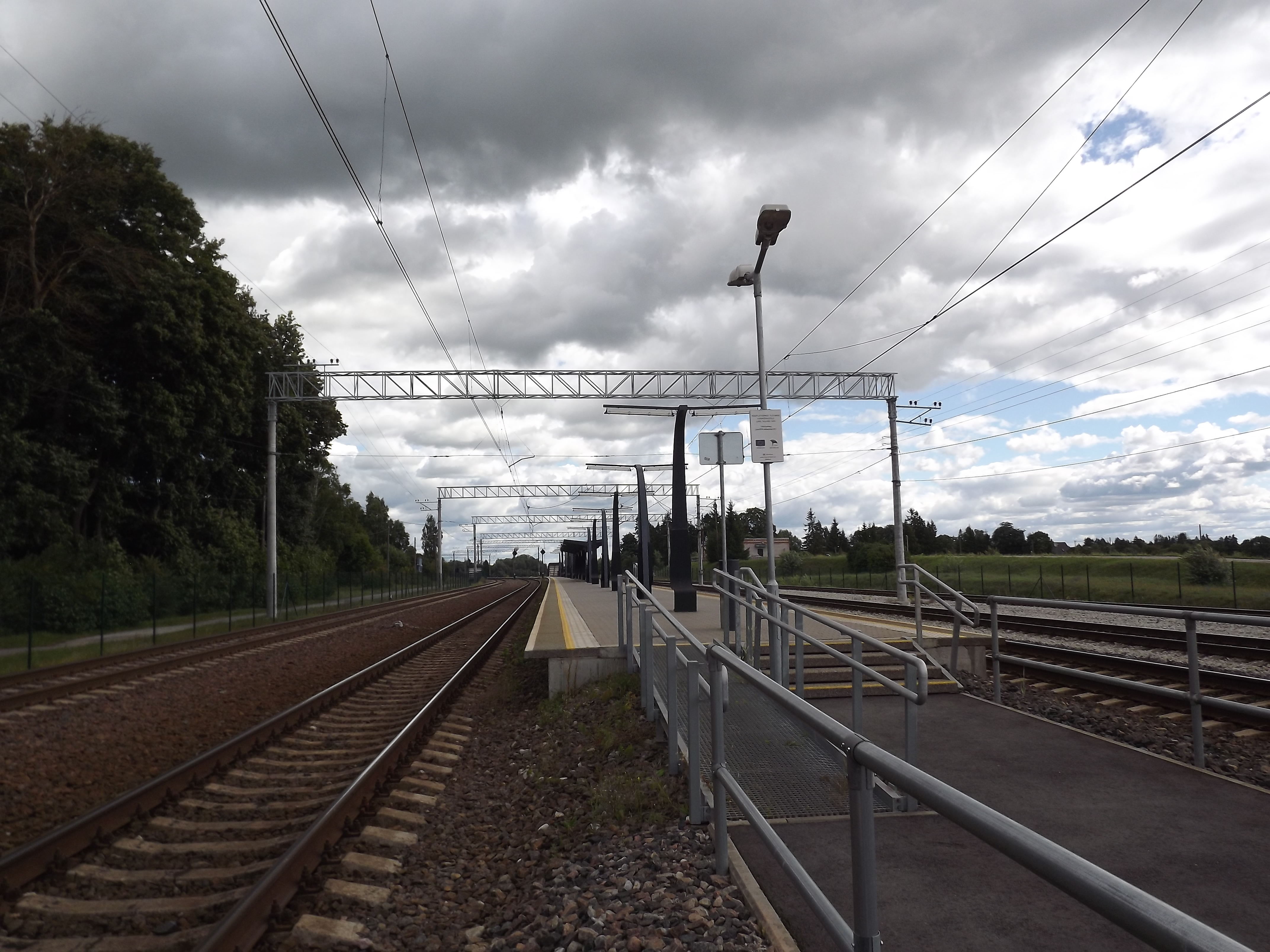
Järnvägsstationen i Lagedi.

Kommunen genomkorsas av Riksväg 2 (E263) mellan Tallinn och Tartu och Riksväg 11 (E265), ringleden runt Tallinn. Dessa vägar korsar varandra i en stor trafikplats i form av en rondell under den här tvåfiliga Riksväg 2 vid kommunens centralort Jüri.  
Järnvägen mellan Tallinn och Narva genomkorsar kommunens norra del. Regionala tåg mellan Tallinn och Aegviidu stannar vid stationen i Lagedi.